# How I Met Your Mother
How I Met Your Mother (còn thường được ghi tắt là HIMYM) (tựa tiếng Việt: Khi bố gặp mẹ) là loạt phim hài kịch tình huống truyền hình dài tập của Hoa Kỳ được phát sóng trên kênh truyền hình CBS lần đầu tiên vào ngày 19 tháng 9 năm 2005 và kết thúc vào ngày 31 tháng 3 năm 2014. Lấy bối cảnh tại Manhattan, bộ phim thuật lại đời sống xã hội và tình cảm của Ted Mosby (Josh Radnor) và những người bạn của anh ấy bao gồm Marshall Eriksen (Jason Segel), Robin Scherbatsky (Cobie Smulders), Lily Aldrin (Alyson Hannigan) và Barney Stinson (Neil Patrick Harris). Xuyên suốt bộ phim là dẫn chuyện lại bởi Ted, vào bối cảnh năm 2030, cho các con của mình nghe về những sự kiện đưa anh đến gặp nhân vật người Mẹ của mình.
Loạt phim được Craig Thomas và Carter Bays sáng lập, kiêm nhà sản xuất điều hành và biên kịch của phần lớn bộ phim. Cả loạt phim được lấy cảm hứng từ tình bạn của họ khi đặt chân đến thành phố New York. Trong suốt 208 tập phim, có tổng thể 4 đạo diễn tham gia đồng sản xuất: Pamela Fryman (196 tập), Rob Greenberg (7 tập), Michael Shea (4 tập) và Neil Patrick Harris (1 tập).
Được biết đến rộng rãi nhờ vào cấu trúc phim độc đáo cùng sự hài hước trong cách thể hiện, How I Met Your Mother nhận được nhiều phản ứng tích cực và sự yêu mến của khán giả trong suốt nhiều năm phát sóng, tuy những phần về sau này nhận được nhiều ý kiến trái chiều hơn. Loạt phim được đề cử đến 28 lần tại giải thưởng truyền hình Emmy và giành chiến thắng 9 giải. Vào năm 2010, Alyson Hannigan giành chiến thắng tại giải People's Choice Award cho hạng mục "Nữ diễn viên phim hài truyền hình được yêu thích nhất". Năm 2012, tức 7 năm sau ngày công chiếu, loạt phim thắng thêm 2 giải People's Choice Award nữa tại hạng mục "Loạt phim hài được yêu thích nhất trên hệ thống truyền hình" và giải "Nam diễn viên phim hài truyền hình được yêu thích nhất" dành cho Neil Patrick Harris.
Phần thứ 9 và là phần cuối cùng của loạt phim bắt đầu lên sóng từ ngày 23 tháng 9 năm 2013 và kết thúc vào ngày 31 tháng 3 năm 2014. Kết thúc của loạt phim tạo nên một làn sóng gây tranh cãi gay gắt bởi các nhà phê bình và cộng đồng khán giả.

## Tiền đề loạt phim
Loạt phim xoay quanh nhân vật Ted Mosby (do Radnor thủ vai, do Saget lồng tiếng) thuật lại câu chuyện làm thế nào mà anh gặp Tracy McConnell (Milioti) cho các con của mình nghe. Trong khi đó, anh đang sống tại Thành phố New York và làm việc của một kiến trúc sư, câu chuyện thuật lại cũng có liên quan đến những người bạn thân của anh ấy, bao gồm cặp đôi chung sống lâu dài - Marshall Eriksen (Segel) và Lily Aldrin (Hannigan); một gã lập dị lăng nhăng và ăn chơi tên là Barney Stinson (Harris); và Robin Scherbatsky (Smulders) - một biên tập viên cho chương trình thời sự. Loạt phim cũng khám phá nhiều câu chuyện, mà trong đó là chuyện tình tay ba giữa Robin, Ted và Barney; mối quan hệ yêu đương và sau này là hôn nhân của Marshall và Lily; đồng thời còn là câu chuyện về sự nghiệp công danh của cả năm người họ.

## Quá trình thực hiện
How I Met Your Mother được sáng lập từ ý tưởng của Carter Bays và Craig Thomas khi họ muốn "viết về bạn bè của chúng tôi và những điều ngớ ngẩn mà chúng tôi đã làm tại New York", trong thời gian họ đảm nhận vai trò biên kịch cho chương trình Late Show with David Letterman, cùng với những chương trình khác. Cả hai mang những điều từ tình bạn ngoài đời thực của họ vào trong việc sáng tạo các nhân vật của loạt phim. Nhân vật Ted được dựa trên Bays ngoài đời thực, còn Marshall và Lily thì được mô phỏng từ Thomas và vợ của anh ấy. Cô vợ Rebecca của Thomas ban đầu tỏ ra miễn cưỡng khi biết sẽ có một nhân vật được mô phỏng về mình, nhưng rồi sau đó cô hoàn toàn đồng ý khi biết Alyson Hannigan sẽ được đảm nhận tham gia vai diễn này. Lúc đó, Hannigan muốn tìm cho mình một vai mang tính hài hước hơn nên đã được tuyển vai. Josh Radnor và Jason Segel, hai diễn viên lần lượt cho vai Ted và Marshall, hoàn toàn là những diễn viên mới vào nghề, cho dù trước đó, Segel có tên trong dàn diễn viên 
trong một loạt phim khác tên Freaks and Geeks. Vai Barney thì được nhắm sẵn theo kiểu John Belushi, trước khi Neil Patrick Harris trúng vai sau khi anh được mời đến buổi thử vai bởi đạo diễn tuyển vai của loạt phim - Megan Branman tổ chức. Saget cũng chấp nhận đến phòng thu của đài truyền hình và thu phân đoạn thuật lại theo đúng từng tập hoặc sẽ thu âm trước nếu cần. Thông thường anh không đến dự buổi đọc kịch bản cùng dàn phim, nhưng trong tập cuối anh đã đến tham gia.
Trong nhiều buổi phỏng vấn trước đó, Bays và Thomas nói rằng "một diễn viên nữ xinh đẹp và nổi tiếng" đã từ bỏ vai Robin, người mà đến tận tháng 2 năm 2014 họ mới tiết lộ đó là Jennifer Love Hewitt. Cuối cùng, Cobie Smulders mới là người đảm nhận vai, cô cũng là một diễn viên hoàn toàn mới trong nghề tuy nhiên lại được tin tưởng giao cho vai diễn này. Bays và Thomas sau này nói rằng, "Tạ ơn Chúa vì có hàng triệu lý do để chọn cô ấy... khi Ted gặp cô ấy lần đầu thì cả nước Mỹ cũng sẽ lần đầu tiên được ngắm nhìn cô ấy - sự hấp dẫn của việc đó khiến cho loạt phim được tiếp tục đi lên và giữ mạch sống cho toàn loạt phim". Cho dù Ted mê mẩn Robin ở ngay tập đầu của loạt phim, nhưng ở cuối tập, cô được đính chính không phải là người Mẹ, điều mà theo Thomas nghĩ là điểm làm cho khác biệt giữa câu chuyện của Ross và Rachel trong loạt phim Friends
Theo một bài báo cho tờ Entertainment Weekly, các tác giả phim thu nhặt những điểm riêng đúng theo ngoài đời thật của các diễn viên chính để hợp nhất thành tính cách trong nhân vật của họ trong phim, gồm Neil Patrick Harris với tài làm ảo thuật, tính đãng trí khi mang thai của Alyson Hannigan, việc sử dụng trí óc của Josh Radnor, Cobie Smulders không có khả năng thụ thai (do bệnh ung thư buồng trứng của cô.)
MacLaren's, quán Bar theo phong cách người Ireland giữa chốn thành thị New York được xuất hiện trong nhiều tập phim, là sản phẩm được mô phỏng theo 4 quán bar yêu thích khác nhau ngoài đời thực của Bays, Thomas và nhiều người khác từ chương trình "Trò chuyện Đêm Khuya". Những quán bar ngoài đời thực: quán McGee's - một quán rượu theo kiểu Midtown gần Phim trường Ed Sullivan nơi chương trình Trò chuyện đêm khuya được chọn để ghi hình; quán McHale's, quán bar của chương trình truyền hình nổi tiếng Hell's Kitchen đóng cửa vào năm 2006; quán Chumley's, một quán rượu huyền thoại đã đóng cửa, gần Greenwich Village; và quán Fez, một quán bar bị đóng cửa tại Upper West Side. Ở quán McGee's, có một bức tranh treo trên tường mà cả Bays và Thomas đều thích và họ mong muốn được đem nó vào loạt phim của mình. Tên của quán bar trong phim được đặt theo tên của nhân viên của Carter Bays - Carl MacLaren; tên của người phục vụ ở quầy rượu cũng là Carl.
Mỗi tập phim thông thường được quay trong vòng hơn ba ngày tại trường quay Soundstage Studio 22 tại Los Angeles và có trên 50 cảnh quay theo kiểu chuyển cảnh nhanh và cảnh hồi tưởng. Tuy vậy, tập đầu của phim lại được ghi hình tại CBS Radford. Đoạn ghi âm tiếng cười của khán giả trong loạt phim sau này được thu âm bởi một số khán giả được mời đến xem tập phim được biên tập hoàn chỉnh. Thomas khẳng định rằng để thu hình loạt phim trực tiếp trước khán giả là chuyện bất khả thi bởi vì cấu trúc khác biệt của loạt phim cùng với khá nhiều cảnh hé lộ về tương lai và cũng vì lý do "sẽ làm mờ đi khoảng cách giữa khán giả và tính đảm bảo của tập phim"." Những phần phim sau này, đoàn làm phim bắt đầu quay hình trước khán giả vào cùng một dịp trong một nơi được bố trí lại.
Bài nhạc dạo cho loạt phim là một phần của ca khúc "Hey Beautiful" được thể hiện bởi The Solids, một nhóm nhạc mà chính Bays và Thomas là những thành viên tham gia. Những tập của phần 1 loạt phim thường được bắt đầu bởi một cảnh mở đầu ghi tên của đoàn làm phim cùng với phông nền là những tấm ảnh của cả năm người tại quán MacLaren's. Kể từ phần 2, loạt phim mở đầu trước bằng vài cảnh của tập phim rồi mới tới cảnh ghi tên phim này. Người xem thỉnh thoảng được thấy cảnh hai đứa con của Ted ngồi trên ghế đi-văng và nghe Ted kể câu chuyện của mình. Ngoài ra, phân đoạn mở đầu này còn được thay thế bởi những cảnh của tập trước hay những cảnh quay thành phố New York cùng giọng của Ted kể chuyện. Thomas thẳng thắn chia sẻ rằng câu chuyện của Ted-Tương-Lai thật sự rất khó đáng tin từ khi anh cố kể lại câu chuyện diễn ra hơn 20 năm trước; đây cũng là điều làm lộ ra nhiều điều mấu chốt của một số tập, tiêu biểu như: "The Goat", "Oh Honey", "How I Met Everyone Else" và "The Mermaid Theory". Tuy vậy, Thomas vẫn nhấn mạnh việc giữ nguyên chuyện này và sẽ cố gắng tránh lặp lại những lỗi tương tự, dựa trên những kinh nghiệm của anh khi đứng vào vị trí của một người hâm mộ với những show truyền hình khác.
Những cảnh có liên quan trực tiếp đến danh tính của người mẹ trong câu chuyện, gồm cả cảnh của hai người con tương lai của Ted, được ghi hình trước trong quãng thời gian bắt đầu phần 2, có bao gồm cả cái kết của toàn bộ loạt phim. Việc này phải hoàn thành xong trước vì ngay thời điểm kết thúc phim vào năm 2014 thì cả hai người con đều đã lớn và không thể hoàn thành đoạn phim.
Vào khoảng thời gian khi cuộc đình công của các tác giả Mỹ diễn ra vào năm 2007-2008, How I Met Your Mother phải tạm dừng việc sản xuất; cho đến cuộc đình công chấm dứt thì loạt phim mới trở lại vào ngày 17 tháng 3 năm 2008, với 9 tập phim được ra mắt. Kênh truyền hình thông báo dời khung giờ chiếu phim để thay thế loạt phim trong lịch chiếu hè The Big Bang Theory. Kênh CBS thông báo làm tiếp thêm phần 4 của loạt phim vào ngày 14 tháng 5 năm 2008, mà tập phim đầu tiên của phần mới được công chiếu vào ngày 22 tháng 9 năm 2008.
Tháng 9 năm 2008, Lifetime Television giành được quyền phát lại loạt phim trên hệ thống kênh của mình với giá khoảng $725,000 một tập.
Bản hợp đồng kéo dài 4 năm của loạt phim ghi chỉ tiêu phải cho ra số tập phim phải kéo dài ít nhất 110 giờ 30 phút tính đến năm 2010 và cho phép phim kéo dài đến 8 phần. Tính đến hết phần 4 của loạt phim thì đã có 88 tập được sản xuất và chỉ còn 22 tập nữa thì đạt giới hạn của hợp đồng, phần 5 của loạt phim chắc chắn được sản xuất. Vào ngày 19 tháng 5 năm 2009, thông báo phần 5 của loạt phim được tiếp tục gia hạn được đưa ra. Vào ngày 20 tháng 5 năm 2009, kênh CBS thông báo How I Met Your Mother trở lại khung giờ chiếu lúc 8 giờ tối, để giới thiệu loạt phim hài mới Accidentally on Purpose. Ngày 12 tháng 1 năm 2010, loạt phim phát tập thứ 100 và kênh CBS thông báo loạt phim tiếp tục được gia hạn lại đến phần thứ 6. Thomas sau đó nói "Chúng tôi thật sự vui mừng vì phim được tiếp tục" và rất tự hào vì loạt phim và cảm giác rất tuyệt khi họ thấy sự đón nhận mạnh mẽ từ phía khán giả.
Ở các đài địa phương tại Mỹ, loạt phim tiếp tục được phát lại vào ngày 13 tháng 9 năm 2010. Trong khi phát sóng, kênh chiếu những cảnh bị cắt bỏ từ kênh CBS và kênh Lifetime dựa trên những phần được bổ sung bởi hai mạng TV trên. Trong lúc phát cảnh ghi tên đoàn phim cuối mỗi tập và giới thiệu công ty sản xuất loạt phim, họ chiếu song song những cảnh bổ sung cho "The Bro Code", một danh sách tham khảo những điều lệ của nhân vật Harris thủ vai, Barney Stinson, về việc làm sao để đàn ông có thể tương tác với những người khác. Phần nhạc nền đầu phim và cả tập phim trong lần phát lại này cũng được biên tập lại ngắn hơn, bỏ qua một số chi tiết nhỏ. Ngoài ra trong suốt loạt phim còn sử dụng nhiều từ nói trại nhằm ám chỉ những vấn đề nhạy cảm. Như việc "ăn bánh kẹp" nhằm ám chỉ việc hút cần sa, "đồng ý" nhằm ám chỉ hành động giơ ngón giữa lên hay "chơi kèn túi" để chỉ việc làm tình lớn tiếng. Việc sử dụng từ nói trại này cũng được chọn làm chủ đề chính cho nhiều tập, tiêu biểu như tập Benefits.
Vào ngày 4 tháng 3 năm 2011, kênh CBS thông báo loạt phim được gia hạn thêm 2 phần nữa, với phần mở đầu phần 7 được chiếu hai tập liền vào ngày 10 tháng 9 năm 2011.
Vào ngày 27 tháng 7 năm 2011, kênh truyền hình FX thông báo loạt phim được chọn phát sóng cho kênh, bắt đầu vào ngày 5 tháng 9 năm 2011.
Cho dù trước đó, các diễn viên của loạt phim khẳng định rằng loạt phim không vượt quá 8 phần, phần 9 của loạt phim vẫn được bàn bạc cùng trường quay và các diễn viên vào khoảng thời gian tháng 12 năm 2012, đặc biệt là Jason Segel, khi anh muốn rời loạt phim từ mùa thứ 8 để tiếp tục tham gia các dự án phim ảnh khác.
Khi diễn ra quá trình bàn bạc, Bays và Thomas đang đến gần với việc thực hiện phần 8 và sẵn sàng cho "kế hoạch B" nếu phim được làm tiếp thêm một phần nữa. Sau khi nhà sản xuất loạt phim quyết định tiếp tục gia hạn đến phần 9 và là phần cuối cùng của loạt phim, họ ngay lập tức bí mật tuyển chọn vai cho nhân vật người mẹ tương lai. Cristin Milioti giành được vai diễn này trước hai ứng cử viên cuối cùng khác. Milioti xuất hiện lần đầu tiên trong cảnh cuối của tập cuối phần 8 mang tên Something New và được sáp nhập vào dàn diễn viên chính trong phần cuối của loạt phim.
Ngày 16 tháng 5 năm 2013, Chủ tịch đài CBS Nina Tassler và người đồng sáng lập chương trình Carter Bay khẳng định rằng mùa chín chỉ diễn ra trong cuối tuần của đám cưới Barney và Robin. Bên cạnh đó tất cả các nhân vật chính khác sẽ gặp người mẹ (vợ Ted tương lai) trước Ted. Một ngày sau đó, các nhà sản xuất khẳng định Milioti là diễn viên chính trong suốt mùa cuối cùng. Theo như thông tin từ TV Line, Millioti đánh dấu sự chỉnh đổi dàn diễn viên chính đầu tiên của loạt phim. Mùa thứ 9 khởi chiếu từ ngày 23 tháng 9 năm 2013, với sự đếm ngược 56 tiếng cuối cùng đến đám cưới của Barney và Robin. Tập cuối kéo dài 1 tiếng đã được lên sóng vào ngày 31 tháng 3 năm 2014.

## Các nhân vật

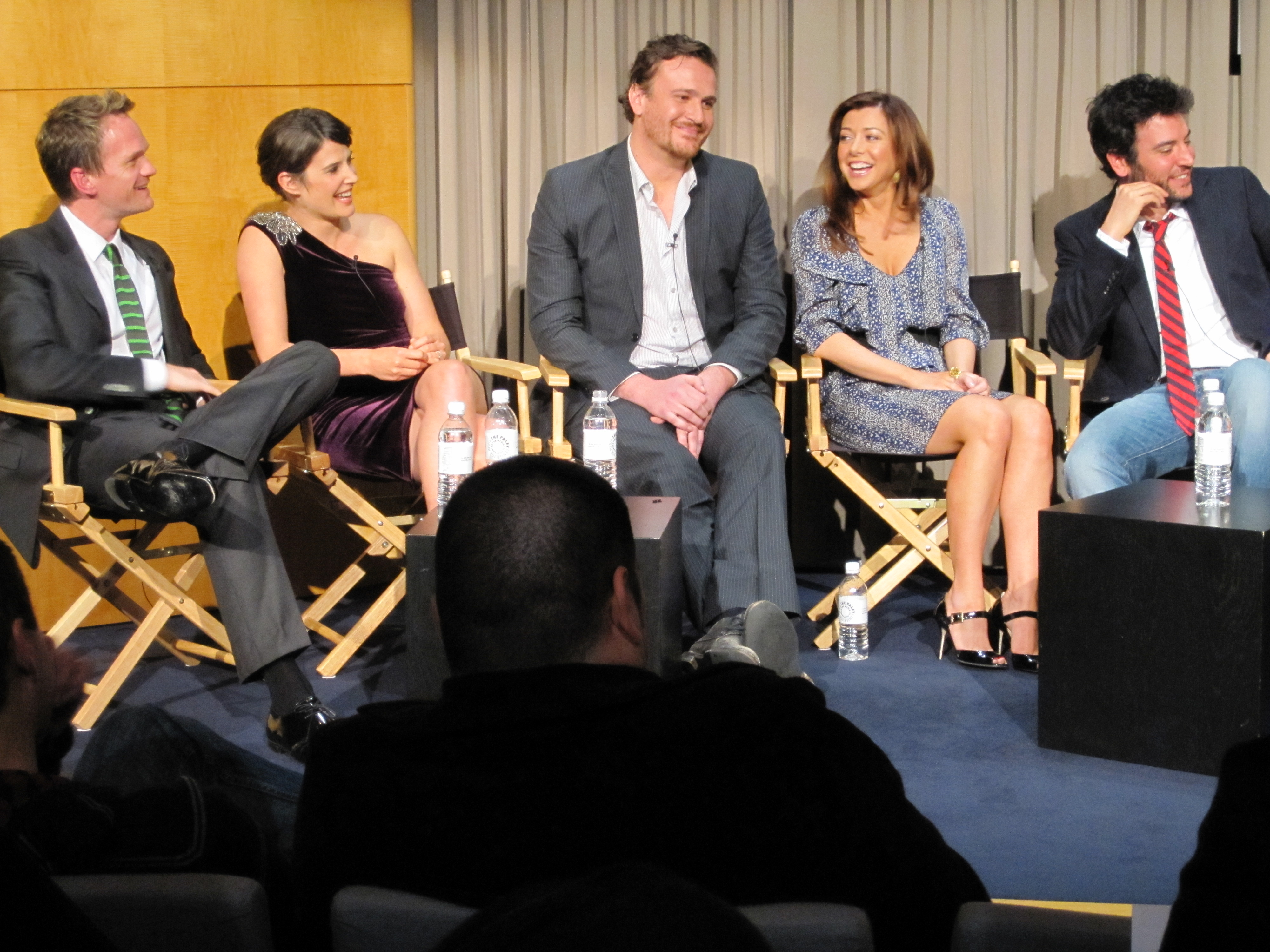
Các diễn viên chính trong lễ kỷ niệm tập 100. Từ trái sang: Neil Patrick Harris, Cobie Smulders, Jason Segel, Alyson Hannigan và Josh Radnor.

- Josh Radnor trong vai Ted Mosby: Là một giáo sư kiến trúc và là nhân vật trọng tâm của loạt phim. Ted chuyển đến New York cùng với những người bạn thân là Marshall và Lily sau khi tốt nghiệp trường đại học Wesleyan University. Ở New York, anh gặp Barney (người mà anh ấy gặp trong phòng vệ sinh của quán MacLaren's) và Robin, người trở thành một phần của nhóm. Anh cố bày tỏ tình yêu với người phụ nữ của đời mình, nhưng đều thất bại. Anh là một fan lớn của Star Wars và thỉnh thoảng được nhắc đến trong phim. Ted xuất thân từ Shaker Heights, Ohio, nhưng anh ấy coi mình như là một người New York chính cống, luôn thể hiện lòng căm ghét đối với thành phố bên cạnh New Jersey. Anh ấy gặp tình yêu của đời mình trong tập cuối mùa thứ 9.
  - Bob Saget (lồng tiếng) trong vai Ted Mosby tương lai kể lại với những đứa con của anh ấy trong năm 2030 về việc cách mà anh ấy gặp mẹ của chúng.
- Cobie Smulders trong vai Robin Scherbatsky: Là nữ phóng viên và người yêu cũ của Ted. Robin di cư sang Mỹ từ Canada để có một chân công việc trong đài phát thanh và gặp Ted tại quán MacLaren's. Dù mối quan hệ của cô với Ted không thành, họ vẫn tiếp tục là những người bạn thân. Nguồn gốc là người Canada của cô là một cái cớ của những lời trêu chọc từ những người bạn của cô, đặc biệt là Barney. Cô hay hút xì gà và uống rượu Scotch, khiến Barney có tình cảm dành cho cô. Barney và cô đã hẹn hò quyết định tiến tới hôn nhân, tuy nhiên họ li hôn sau một thời gian ngắn. Trong mùa thứ 2 có một điều được tiết lộ rằng, khi còn là một thiếu niên, cô từng là một ngôi sao nhạc Pop dưới cái tên Robin Sparkles và có một bản hit mang tên "Let's Go to the Mall". Sau đó cô chuyển sang nhạc Rock dưới cái tên Robin Daggers. Tên đầy đủ của cô ấy, Robin Charles Scherbatsky Jr., được tiết lộ trong một tập mùa thứ 4 "Happily Ever After", giải thích rằng cha cô ấy thất vọng vì không có một người con trai. Cô cùng Barney đính hôn và sau đó lấy nhau ở cuối phần 9, nhưng sau đó, ở phân cảnh hé lộ tương lai, cả hai li dị sau 3 năm chung sống.
- Jason Segel trong vai Marshall Eriksen: Bạn thân nhất của Ted Mosby (thỉnh thoảng bị quấy nhiễu bởi Barney). Marshall làm đám cưới với Lily, người mà anh yêu từ hồi học năm đầu đại học. Marshall, giống như Ted, không được sinh ra ở New York (St.Cloud, Minnesota), nhưng coi New York như là nhà của mình. Giấc mơ của anh ấy khi muốn trở thành một luật sự bảo vệ môi trường bị thất bại khi anh ấy không có đủ tiền để trả cho đám cưới với Lily, nên anh quyết định làm việc với Barney tại GNB và hối hận từng giây phút khi ở đó. Ở một phân cảnh trong tương lai, anh được chọn làm thẩm phán tại Tối cao Pháp Viện Hoa Kỳ.
- Alyson Hannigan trong vai Lily Aldrin: Là một giáo viên mẫu giáo và là vợ của Marshall. Lily là một người hòa giải của nhóm, thường xuyên có mặt để giải quyết các vụ cãi nhau. Barney thường tìm đến cô như là một người để tâm tình, dù cô ấy rất tệ trong việc giữ bí mật. Cô ấy gặp Marshall hồi đại học và họ ở bên cạnh nhau từ đó. Lily là một người khá dữ và có ham muốn cao về giới tính và có những ham muốn tương tự như Barney. Trong mùa thứ 7, cô ấy có thai và có với Marshall một đứa con trai đầu tiên, Marvin Waitforit Eriksen. Giống như Barney, cô ấy là một người New York chính gốc. Trong mùa 9 và phân cảnh tương lai, cô có thai thêm hai lần nữa, là Daisy và một bé gái khác.
- Neil Patrick Harris trong vai Barney Stinson: Là một người giữ một vị trí không ai biết là chức vụ gì tại ngân hàng Goliath National Bank và là người "anh em" của Ted. Vì cha của anh ấy từ bỏ anh khi là một đứa trẻ, Barney thường xuyên ở bên cạnh những người bạn của anh ấy. Anh là một tay lăng nhăng, dùng sự tinh quái của mình để quyến rũ nhiều phụ nữ để quan hệ tình dục và không có ý định dính chặt trong một mối quan hệ. Barney là một trong hai người trong nhóm mà thực sự đến từ New York (Lily là người thứ hai). Anh có tình cảm với Robin và cưới nhau ở phần 9. Tuy nhiên sau đó ở phân cảnh tương lai, hai người đã li hôn sau 3 năm chung sống. Vào năm 2020, anh có một đứa con gái ngoài giá thú từ mối tình một đên tên là Ellie.
- Cristin Milioti trong vai Tracy McConnell (chỉ xuất hiện trong mùa 8&9),[45] là vợ tương lai của Ted, nhân vật The Mother. Milioti là nhân vật duy nhất được sáp nhập vào dàn nhân vật chính của phim.

## Tóm tắt nội dung
| Phần | Phần | Số tập | Ngày công chiếu     | Ngày công chiếu     |
| Phần | Phần | Số tập | Tập đầu             | Tập cuối            |
| ---- | ---- | ------ | ------------------- | ------------------- |
|      | 1    | 22     | 19 tháng 9 năm 2005 | 15 tháng 5 năm 2006 |
|      | 2    | 22     | 18 tháng 9 năm 2006 | 14 tháng 5 năm 2007 |
|      | 3    | 20     | 24 tháng 9 năm 2007 | 19 tháng 5 năm 2008 |
|      | 4    | 24     | 22 tháng 9 năm 2008 | 18 tháng 5 năm 2009 |
|      | 5    | 24     | 21 tháng 9 năm 2009 | 24 tháng 5 năm 2010 |
|      | 6    | 24     | 20 tháng 9 năm 2010 | 16 tháng 5 năm 2011 |
|      | 7    | 24     | 19 tháng 9 năm 2011 | 14 tháng 5 năm 2012 |
|      | 8    | 24     | 24 tháng 9 năm 2012 | 13 tháng 5 năm 2013 |
|      | 9    | 24     | 23 tháng 9 năm 2013 | 31 tháng 3 năm 2014 |

### Phần một
Câu chuyện bắt đầu vào năm 2030, khi ông cha Ted Mosby (lồng tiếng bởi Bob Saget) kể lại cho các con của mình về những sự kiện dẫn đến cuộc gặp mặt giữa anh và vợ mình.
Quay lại năm 2005 khi anh chàng kiến trúc sư 27 tuổi độc thân Ted (Josh Radnor), đang sống cùng với hai người bạn thân nhất từ thời đại học; Marshall Eriksen (Jason Segel), sinh viên luật, và Lily Aldrin (Alyson Hannigan), giáo viên trường mẫu giáo và nghệ sĩ đầy tham vọng. Lily và Marshall quen nhau được gần chín năm cho đến khi Marshall cầu hôn. Buổi cầu hôn này khiến Ted nghĩ về hôn nhân và theo đuổi một nửa còn lại của mình, cho dù người bạn thân tự nhận Barney Stinson (Neil Patrick Harris) rất ghét chuyện tình cảm ủy mị, là người anh ấy đã gặp trong phòng vệ sinh của một quán bar bốn năm về trước. Barney là một chuyên gia tán gái, thường dựng những câu chuyện lừa bịp công phu, kèm theo trang phục và nhân dạng giả, được thiết kế để ăn nằm với phụ nữ, người mà anh ấy thường bỏ rơi ngay lập tức sau đó.
Ted bắt đầu cuộc tìm kiếm cho nửa kia hoàn hảo của mình đến khi gặp tiếng sét ái tình với một phóng viên trẻ tuổi đầy hoài bão từ Canada, Robin Scherbatsky (Cobie Smulders). Robin, tuy nhiên, chưa muốn có một mối quan hệ do đó cả hai quyết định trở thành bạn của nhau. Ted Tương Lai tiết lộ Robin không phải là người mẹ sau khi gọi cô ấy là "Dì Robin".
Ted bắt đầu hẹn hò với một thợ làm bánh tên Victoria (Ashley Williams), người mà anh ấy gặp tại đám cưới của một người bạn, khiến cho Robin ghen và nhận ra cô ấy cũng có tình cảm dành cho Ted. Victoria, giành được học bổng về làm bánh và quyết định chuyển đến Đức; và cô ấy cùng Ted thử một mối quan hệ xa nhau. Nhưng khi Ted biết được Robin cũng có tình cảm với mình, anh ấy nói với cô ấy rằng đã chia tay với Victoria, mặc dù sự thật không phải như vậy. Họ sắp ngủ cùng nhau thì Victoria gọi điện thoại và Robin đã nghe máy, do nhầm điện thoại Ted là của mình. Sau đó, mối quan hệ của Ted và Victoria đã kết thúc thật sự và Robin thì tránh mặt anh ấy, nhưng cuối cùng họ cũng làm lành và bắt đầu hẹn họ với nhau lần nữa.
Cùng lúc đó, suy nghĩ về đám cưới có thể cản trở nhiều cơ hội trong cuộc sống, Lily quyết định chia tay Marshall nhằm theo đuổi ngành nghệ thuật tại San Francisco. Phần thứ nhất kết thúc vào buổi sáng khi Ted trở về từ nhà của Robin và nhận ra Marshall ngồi dưới mưa với nhẫn cầu hôn của Lily, buồn bã vì sự chia tay đột ngột đó.

### Phần hai
Ted và Robin chính thức yêu nhau trong khi Marshall cố gắng tiếp tục cuộc sống mà không có Lily. Không thể chấp nhận nhìn Marshall gặp nhiều sự suy sụp tình cảm nữa, bạn anh ấy và Barney can thiệp sử dụng chiêu trò nhằm giúp Marshall có thể hẹn hò lại.
Sau đó, Lily quay lại New York sau khi nhận ra mình không thể làm một nghệ sĩ như mong muốn. Cô ấy quay lại với Marshall và lễ đính hôn được sắp đặt lại. Khi Robin từ chối đi trung tâm thương mại và không giải thích tại sao, Marshall nghi vấn cô ấy đã cưới và Barney nghĩ rằng cô ấy đóng phim người lớn. Cả hai đặt cược vào nghi vấn của mình và cử Lily làm trọng tài cuộc thi tát. Sau khi phát hiện ra Robin từng nổi tiếng là một ngôi sao nhí "Robin Sparkles", Marshall được hưởng quyền tát Barney 5 lần bất cứ khi nào anh ấy muốn. Barney có một người em đồng tính tên James (Wayne Brady) và không nhận ra mẹ anh ấy đã nói dối rằng Bob Barker là cha ruột của mình, và đi một chuyến đến California tham dự cuộc thi The Price is Right nhằm gặp cha anh ấy. Khi tham dự, Barney đã chiến thắng tất cả các giải thưởng và tặng làm quà cưới sớm cho Lily và Marshall.
Cuối phần hai, Ted thừa nhận với Barney là đã chia tay với Robin một thời gian vì bất đồng quan điểm trong hôn nhân và con cái. Họ không chia sẻ với ai vì sợ sẽ làm phân tâm mọi người trước đám cưới của Lily và Marshall. Phần 2 kết thúc khi Barney hào hứng khi Ted và anh ấy trở thành độc thân lần nữa, và nói: "Điều này sẽ trở thành huyền – đợi nữa nè..."

### Phần ba
Barney bắt đầu phần ba với từ "- thoại!" Robin trở về từ Argentina cùng bạn trai mới, Gael (Enrique Iglesias), và Ted điều chỉnh lại cuộc sống như là một người bạn trong khi Robin và Gael đùa giỡn với nhau. Marshall và Lily quyết định chuyển ra ngoài sống tuy nhiên họ lại khá yêu thích một căn hộ khá đắt tiền. Robin biết được rằng tính cuồng mua sắm của Lily dẫn đến điểm tín dụng thấp, và ép Lily kể cho Marshall nghe. Cho dù vậy, họ vẫn thanh toán được tiền cho căn nhà mơ ước, trước khi nhận ra nó ở vị trí xấu là ngôi nhà bị nghiêng. Barney bị ăn tát lần thứ ba trong lễ Tạ ơn, mà Marshall nhại là lễ Tát luôn.
Cha của Ted kể anh nghe về chuyện gặp vợ của mình trong cảnh liên quan đến cây dù màu vàng. Anh ấy tìm thấy một cây dù màu vàng tại quán bar và mang về nhà sau khi tham dự bữa tiệc mừng lễ Thánh Patrick tại nơi mà người vợ tương lai cũng có mặt, cho dù họ không chạm mặt nhau. Ted quyết định theo đuổi Stella (Sarah Chalke), sau khi gặp cô bác sĩ da liễu này để xóa hình xăm con bướm. Buổi hẹn hò hai phút gây ấn tượng mạnh với tâm sự, ăn tối, xem phim, cà phê, hai lần đi taxi, và một cái hôn ngủ ngon, tất cả chỉ trong vòng hai phút. Robin ngủ với Barney sau khi anh ấy an ủi cô về mối tình tan vỡ với tình cũ người Canada; Ted tức điên lên vì điều này và quyết định không làm bạn với Barney nữa. Trong thời gian đó, một người phụ nữ bí ẩn cứ xen vào những lần cưa gái của Barney. Kẻ phá hoại đó là Abby (Britney Spears), nhân viên tiếp tân của Stella, nhằm trả đũa cho việc anh ấy không gọi cho cô ấy nữa sau khi họ ngủ cùng nhau.
Cuối phần ba, Ted gặp tai nạn và phải nằm trong bệnh viện, liền sau đó Barney cũng bị một xe buýt đâm phải trên đường đến thăm anh ấy và được đưa vào cùng bệnh viện. Ted nhận ra Barney là một người bạn đích thực và hàn gắn lại mối quan hệ. Cuối cùng, Barney bộc lộc là có cảm xúc thật sự với Robin, trong khi Ted cầu hôn với Stella tại khu giải trí.

### Phần bốn
Stella đồng ý lời cầu hôn của Ted. Robin chọn công việc mới tại Nhật Bản, nhưng nhanh chóng nghỉ việc và trở về New York để dự đám cưới của Ted sau khi nhận ra cô rất nhớ bạn bè của mình. Stella rời bỏ Ted ngay tại nơi tổ chức đám cưới để quay về với Tony (Jason Jones), cha của con gái cô ấy. Barney đấu tranh với cảm xúc dành cho Robin khi công ty điều chuyển anh sang vị trí điều hành tại công ty mới được mua lại, Ngân hàng Quốc gia Goliath (GNB).
Marshall và Lily chuyển đến căn hộ mới và tranh luận về việc họ đã sẵn sàng để có em bé hay chưa. Robin chuyển đến sống cùng Ted và tìm được việc làm người đưa tin cho chương trình Báo chí lúc 4 giờ sáng sau khi được Barney gửi bản lý lịch đi. Ted và Robin quyết định ngủ chung giường để bỏ qua việc phàn nàn về thói quen xấu của nhau. Barney cố gắng giúp họ không phàn nàn nữa nhằm ngừng việc ngủ chung giường, và thổ lộ tình yêu với Robin cho Ted.
Ted tìm ra Lily là người đứng sau những vụ phá hoại tất cả các mối quan hệ của anh ấy, những người mà Lily không chấp nhận hoặc gián tiếp dẫn đến việc chia tay với Robin. Cuối cùng Robin và Ted bàn về chuyện này và đưa tình bạn của họ theo hướng tích cực hơn. Sau khi Barney đã ngủ chung với người phụ nữ thứ 200 của mình (và chọc ngoáy kẻ chuyên bắt nạt thời đi học đã thách thức anh đạt mục đích này), anh ấy đi tìm ý nghĩa sống trong cuộc sống còn lại, điều này khiến anh ấy càng chắc chắn hơn về cảm xúc của mình với Robin.
Trong khi mang cây dù màu vàng, Ted tình cờ gặp Stella và Tony. Sau Tony đến gặp và bày tỏ nỗi đồng cảm về việc đánh mất Stella. Tony đề nghị tìm cho Ted việc giáo sư môn kiến trúc nhưng Ted đã từ chối lời đề nghị này.
Cuối phần bốn, Robin biết được Barney phải lòng cô ấy, ngay lập tức từ chối bất cứ điều gì nghiêm túc ngoại trừ một mối quan hệ ngủ cùng nhau, nhưng dù sao họ vẫn thành một đôi. Ted quyết định trở thành một giáo sư dạy cao đẳng do nhận ra ngành kiến trúc không có tương lai. Phần bốn kết thúc với cảnh Ted chuẩn bị cho lớp học đầu tiên và ông cha Ted tiết lộ một trong những sinh viên sẽ là vợ của anh ấy.

### Phần năm
Ted, giáo sư dạy môn kiến trúc, đứng giữa lớp học nhưng hóa ra đây là lớp học môn kinh tế mà Ted đã vào nhầm, cho dù vợ tương lai của anh ấy cũng có mặt tại đây. Barney và Robin dành cả một kỳ nghỉ hè để ngủ cùng nhau, và Lily khóa của phòng họ lại mong muốn sẽ có một cái tên đúng nghĩa cho mối quan hệ này. Sau một thời gian hẹn hò, họ quyết định chia tay. Robin mô tả điều này đồng nghĩa với việc hai người bạn đã quay lại với nhau. Ngay lập tức Barney quay lại với lối sống buông thả của mình, bằng việc sử dụng bửu bối cưa gái để ngủ với những người phụ nữ khác. Xuyên suốt phần năm, Barney và Robin đều bày tỏ cảm giác day dứt về việc chia tay.
Ted bắt đầu hẹn hò với cô sinh viên Cindy (Rachel Bilson) của mình và khán giả được tiết lộ rằng người vợ tương lai thực chất là bạn cùng phòng của cô ấy. Robin gặp gỡ Don, đồng nghiệp mới trong chương trình Báo chí lúc 4 giờ sáng. Mặc dù lúc đầu cô ấy không thích Don, hai người vẫn hẹn hò và Robin chuyển đến sống cùng Don. Cuối phần năm, hai người chia tay do Don có công việc mới ở Chicago, việc mà Robin đã từ chối trước đó để có thể ở bên cạnh Don. Marshall tát Barney lần thứ bốn, cũng tại lễ Tạ ơn. Ted mua nhà, trong tình cảnh phải sửa chữa rất nhiều, và được biết đến là căn nhà tương lai của Ted và các con.
Lily và Marshall vẫn chưa chắc chắn về có con. Nhưng sau khi xem bốn bản sao của họ (Robin đồng tính, Marshall Ria Mép, Lily Vũ Công, Ted Đô Vật México), họ quyết định nhường phần trả lời cho "trí tuệ vĩnh cửu" của vũ trụ và bắt đầu thử có em bé khì trông thấy bản sao của Barney. Cuối phần năm, Barney che giấu việc ngủ cùng với phụ nữ từ tất cả các nước trên thế giới, và Lily và Marshall đã nhầm anh ấy với bản sao cuối cùng. Khi Marshall biết về việc này, anh ấy quyết định không kể với Lily, sợ rằng cô ấy sẽ không muốn có con nữa. Lily cuối cùng vẫn biết được và quyết định đợi chờ. Lily nghĩ đã trông thấy người bán dạo bánh mì xúc xích là bản sao của Barney, khiến cả nhóm nhận ra cô ấy chỉ trông thấy cái gì cô ấy muốn và cùng tham gia. Cuối cùng, Barney đồng ý rằng có con không phải là một ý tưởng tồi, và Lily và Marshall nên tiếp tục như dự kiến. Phần năm kết thúc với cảnh Lily nhờ Marshall "đặt con vào bụng em".

### Phần sáu
Mở đầu phần sáu, Ted gặp lại Cindy cùng với một người bạn những tưởng là bạn cùng phòng của cô ấy, nhưng thật ra lại là người cô ấy cưới sau này. Với sự giúp sức từ Barney, Ted làm việc cho GNB dưới vai trò kiến trúc sư dự án xây dựng hội sở mới của ngân hàng (đã được dỡ bỏ trong phần bốn). Tuy nhiên, anh ấy lại gặp trở ngại từ Zoey Pierson (Jennifer Morrison), người phụ nữ phản đối việc GNB chọn xây dựng trụ sở mới trên một khách sạn cũ, Arcadian. Xuyên suốt phần sáu, Ted chạm mặt với Zoey, vô tình nở ra mối quan hệ mới khi cô ấy li dị với người chồng giàu có, mặc dù họ chia tay sau khi Ted ưu tiên cho công việc hơn, điều này dẫn đến việc phá hủy Arcadian. Ted cũng kiên quyết không quay trở lại với Zoey.
Từ cuối phần trước, Lily và Marshall đồng ý và vẫn cố gắng để có con. Gần đến lễ Giáng sinh, họ đã nhầm tưởng rằng mình có con, và sau đó kiểm tra sức khỏe sinh sản và tìm ra người-giống-người thứ năm (hồn ma của Barney), là bác sĩ Stangel chuyên khoa sản. Tuy nhiên, thảm kịch xuất hiện khi cha của Marshall qua đời khiến anh ấy suy sụp tinh thần và được cả nhóm an ủi. Marshall cố gắng vượt qua sự mất mát của cha anh ấy và sống tiếp. Dù đã hứa với Lily rằng mình sẽ làm việc chăm chỉ hơn vì tương lai gia đình, Marshall từ chức ở GNB và tìm được công việc luật sư môi trường trong mơ. Zoey thuê anh ấy làm luật sư trong cuộc chiến không cân sức để cứu Arcadian. Cuối phần sáu, Lily có thai.
Barney thú nhận với cả nhóm rằng Bob Barker không phải là cha ruột của anh ấy, khi mẹ anh ấy quyết định bán đi căn nhà thơ ấu của anh và em trai James. James gặp lại cha ruột của mình. Loretta viết tên cha của Barney trên một mẩu giấy nhưng anh ấy đã xé đi sau khi nhận ra những vất vả của mẹ khi nuôi nấng mình. Tại đám tang cha của Marshall, Barney nói với Loretta rằng anh muốn gặp cha của mình một lần duy nhất. Jerome Whittaker được tiết lộ là người mà Barney tưởng là người đỡ đầu của mình. Barney thất vọng vì Jerome không phải là người đàn ông phong trần như anh biết khi còn nhỏ. Mặc dù anh ấy cố gắng bắt chước lại kiểu cách của Jerome trước đây, Barney thú nhận rằng anh ấy muốn sống cuộc sống ổn định sớm. Anh ấy được giới thiệu gặp gỡ cô gái anh ấy đang yêu Nora, đồng nghiệp của Robin. Mặc dù hai người chia tay, cuối phần sáu, một cảnh thể hiện họ quay lại với nhau khi Barney mời Nora đi uống cà phê và được trả lời "Không bao giờ là quá trễ" để mặc váy mùa hè.
Robin tiếp tục công việc của mình ở chương trình "Come on, Get up, New York!" nhưng một đồng nghiệp mới có tính cách thái quá khiến cô phải rời bỏ công việc này. Cô ấy tìm được một việc làm mới ở kênh World Wide News. Cả nhóm phát hiện thêm về quá khứ của cô ấy khi vẫn còn là ngôi sao nhạc pop người Canada Robin Sparkles. Robin gặp lại người đàn ông (Michael Trucco) mà cô ấy thích khi Ted và cô ấy còn hẹn hò, và ông cha Ted tiết lộ sẽ gặp người đàn ông này ở những tập tiếp theo.
Một cảnh ngắn trong tập đầu và tập cuối của phần sáu quay đám cưới trong tương lai nơi Ted và vợ tương lai gặp nhau. Đám cưới là của Barney.

### Phần bảy
Phần bảy bắt đầu bằng phân cảnh tương lai khi Ted đang giúp Barney chuẩn bị đám cưới với người vợ bí danh. Quay lại hiện tại, Marshall tìm được công việc luật sư bảo vệ môi trường trong khi Lily đang mang thai. Barney chứng minh cho Nora thấy là mình có thể làm một người bạn trai tử tế, nhưng Robin vẫn còn tình cảm với anh ấy. Robin bị buộc phải gặp bác sĩ tâm lý Kevin (Kal Penn) nhưng khiến cho anh ấy phải lòng cô và phá vỡ nguyên tắc về quan hệ riêng của bác sĩ – bệnh nhân.
Trong thời gian tưởng nhớ về cơn bão Irene, Lily và Marshall đã nảy ra ý tưởng về có em bé tại chung cư của Barney, và Barney và Robin cuối cùng cũng ngủ cùng nhau. Barney và Robin nhận ra điều họ đã làm và quyết định chia tay với người yêu của chính mình. Tuy nhiên, Robin vẫn ở cùng với Kevin, trong khi Barney đã chia tay Nora, điều này khiến anh ấy suy sụp. Marshall và Lily chuyển nhà đến vùng ngoại ô Long Island được ông bà nội của Lily cho. Họ chuyển về lại New York vì cuộc sống ở vùng ngoại ô không thích hợp.
Robin những tưởng mình có thai vào Lễ tạ ơn và nói với Barney anh là cha của đứa bé, do cô ấy và Kevin không hề ngủ cùng nhau. Tuy nhiên, bác sĩ của Robin thông báo tin xấu: cô ấy không thể làm mẹ. Robin tiết lộ về chuyện không thể có con và cũng không muốn có con, nên khi Kevin cầu hôn cô ấy, mặc dù cô còn yêu và sẵn sàng cho đám cưới, họ vẫn chia tay nhau. Ngay sau đó, Robin tâm sự với Ted chuyện xảy ra, nhưng anh ấy lại thổ lộ tình cảm của mình với Robin (là lần cuối anh ấy bày tỏ tình cảm của mình với người khác ngoài vợ). Robin thừa nhận mình không yêu Ted nữa, Marshall yêu cầu cô chuyển ra ngoài căn hộ của Ted để anh tiếp tục cuộc sống của mình. Ted rời bỏ căn hộ và để lại cho Marshall và Lily vì sợ anh và Robin đã "ám" căn hộ.
Barney bắt đầu hẹn hò với Quinn, vũ công với nghệ danh "Karma". Sau khi được Ted, người đã phá vỡ lời thề anh em với Barney, tiết lộ sự thật về công việc của Quinn, cả nhóm can thiệp vào mối quan hệ giữa hai người. Thật ra, Quinn và Barney giả vờ để trở thành một người bạn gái điên và một người bạn trai nhu nhược. Ted mua lại căn hộ của Quinn sau khi cô chuyển đến ở cùng Barney. Robin được mời làm việc ở đài truyền hình vì đã lập công không để cho trực thăng rơi. Cô tiết lộ mình được tăng lương và đã mua căn hộ khác.
Lily lo lắng Marshall bị căng thẳng do sắp đến ngày sinh nên đã nhờ Barney bắt cóc đến sòng bạc. Cùng lúc đó, Ted hàn gắn lại những mâu thuẫn với Robin. Lily vào phòng sinh và gọi cho Marshall cùng Barney. Marshall vẫn bét nhè trong casino và tắt máy điện thoại. Barney biết được điều đó và hứa sẽ giúp trong điều kiện mình được đặt tên lót cho em bé. Sau nhiều cố gắng thoát khỏi sòng bạc, Marshall đến được bệnh viện đúng lúc Lily sinh em bé. Vì lời hứa trước đó, Barney đặt tên lót cho con của Marshall và Lily là Marvin "Wait-for-it" Eriksen. Cuối phần bảy, Marshall và Lily bắt đầu gia đình mới với em bé. Barney cầu hôn với Quinn tại sân bay khi cô ấy nói sẽ nghỉ việc đang làm, và được đồng ý. Ted sau khi nói chuyện với Robin về cuộc sống tình yêu, đã gọi cho Victoria hi vọng được một cơ hội nữa, nhưng cô ấy sắp kết hôn. Victoria bỏ mặc chồng sắp cưới và muốn đi ngắm hoàng hôn cùng Ted. Sau một hồi đắn đo, Ted quyết định đi cùng cô ấy. Phần bảy kết thúc khi quay lại cảnh đám cưới của Barney, cùng với cô dâu Robin.

### Phần tám
Mùa 8 bắt đầu khi Ted đến thăm Robin vào ngày cưới của cô với Barney, khiến anh nhớ lại lúc anh giúp Victoria chạy trốn khỏi đám cưới của Victoria để 2 người được ở bên nhau như thế nào. Mùa hè ngọt ngào diễn ra khi tất cả mọi người hạnh phúc với các mối quan hệ của mình (Ted với Victoria, Barney với Quinn, Lily với Marshall và Robin với Nick) tuy nhiên điều này dẫn đến những gì được Ted-tương lại gọi là "Mùa thu của sự chia tay" như anh và Victoria chia vì tình bạn của mình với Robin, Barney và Quinn chia tay do họ không có khả năng tin tưởng nhau và Robin với Nick khi cô nhận ra anh ta ngu ngốc như thế nào.
Marshall và Lily cố gắng để quen với việc làm cha mẹ, điều này khiến cả nhóm bị ngăn cách một thời gian ngắn vì bé Marvin chiếm phần lớn thời gian của họ.Tuy nhiên, khi Mickey,cha của Lily trở thành vú em cho Marvin, thì điều này đã khiến hai người bọn họ thoải mái và họ bắt đầu dành nhiều thời gian với tất cả mọi người hơn. Captain (chồng cũ của Zoey, bạn gái cũ của Ted) đã liên lạc lại với Ted, và mặc dù Ted sợ gặp Captain thì ông hỏi tội anh, nhưng thực ra là Captain muốn mời Lily làm việc,làm một nhà tư vấn nghệ thuật riêng, chỉ ra những bức tranh sẽ đem lại lợi nhuận khổng lồ cho ông. Lily chấp nhận, cô hạnh phúc khi cuối cùng cũng đạt được ước mơ có một công việc trong ngành công nghiệp nghệ thuật
Trong khi Marshall quyết định đăng ký để trở thành một thẩm phán.
Sau những cuộc chia tay của riêng họ, Barney và Robin hôn nhau trong lần đi chơi một câu lạc bộ thoát y. Nhưng Robin hối hận vì điều đó và sau đó từ chối anh ta khi anh nói tình cảm của mình cho cô ấy. Cô chỉ nhanh chóng nhận ra Barney là người dành cô ấy, khi phát hiện ra "mối quan hệ" của Barney với Patrice điều mà Barney bịa đặt để cho Robin nhận ra tình cảm thật của mình. Barney cầu hôn Robin và cô đồng ý.
Marshall có 1 cơ hội để đời, bảo vệ Hồ Frog bị ô nhiễm. Bạn bè cũ và đối thủ mới của anh, Brad, giả vờ khổ sở để Marshall sẽ cho anh một cuộc phỏng vấn tại công ty của Marshall. Brad, trong khi ở trong tòa nhà của công ty, đã xem xét tất cả các chiến lược của công ty Marshall đối với vụ án. Brad chỉ giả vờ là một gã ăn mày để lừa Marshall thôi, thực sự anh ta ở bên phe kia. Marshall kết thúc thắng kiện, nhưng cũng như không vì tiền phạt cho công ty dược quá thấp và Brad tới xin lỗi sau đó khuyên Marshall đăng ký làm một thẩm phán, Marshall đã đi đăng ký và chờ chấp thuận. Sau đó, dù thắng kiện, việc không được các công ty lớn thích đã khiến công ty của Marshall mất tất cả đối tác kinh doanh của họ và Marshall ngồi trong văn phòng mà không có việc. Khi Captain quyết định chuyển đến Rome, ông cho Lily cơ hội để đến đưa cả gia đình cô đi cùng ông trong một năm. Sau một lúc do dự, cô chấp nhận với sự ủng hộ của Marshall.
Ted (mặc dù nghi ngại) vẫn hẹn hò trong thời gian ngắn với Jeannette, một "fan cuồng" của anh sau khi anh xuất hiện trên trang bìa của tạp chí New York do việc thiết kế trụ sở GNB. Sau đó cô ta chia tay với anh. Ted cảm thấy cô đơn, đặc biệt là bây giờ anh là thành viên cô đơn duy nhất của nhóm, và anh quyết định anh thực sự đã sẵn sàng để lập gia đình.
Ted có một đêm khó khăn và cô đơn tại quán bar McLaren, anh bắt đầu tưởng tượng ra của mình và Barney tương lai. Anh đã dùng những phiên bản tưởng tượng đó như một cái cớ để đi đến trận đấu huyền thoại của Rô bốt và đô vật. Cuối cùng, anh hối tiếc quyết định của mình và tự làm một danh sách toàn bộ những thứ anh ước anh sẽ làm để thay thế. Anh thừa nhận điều anh muốn làm nhất là chạy đến nhà vợ tương lai của mình và biểu lộ anh sẽ gặp cô ấy và yêu cô ấy chỉ trong 45 ngày nữa như thế nào, và anh sẽ làm bất cứ điều gì để có thêm 45 ngày nữa, tức là có thể yêu cô ấy từ bây giờ.
Trong tập "Band or DJ?", Ted đã gặp Cindy (bạn cùng phòng cũ cùng vợ tương lai của Ted, người anh đã hẹn họ một thời gian ngắn) và cô ấy đề nghị ban nhạc của bạn cùng phòng cũ của cô cho tiệc cưới Robin & Barney sau khi ban nhạc gốc Robin chọn đã hủy bỏ. Đó là sự báo trước "The mother" sẽ chơi guitar bass trong ban nhạc ở đám cưới và Ted sẽ gặp cô ấy 1 lần nữa vào buổi tối tại nhà ga xe lửa ở Farhampton (tập đầu mùa).
Tập Romeward Bound cho thấy Marshall và Lily sẽ di chuyển đến Ý cho công việc nghệ thuật của Lily. Bữa tiệc độc thân Barney là 1 thảm họa đối với anh khi được tổ chức với một chú hề, Quinn(hôn thê cũ của anh) được thuê làm vũ nữ thoát y, nhân vật Karate Kid mà Barney không thích được m ời, Marshall bị bán cho Mafia Trung Quốc vì chính Barney thua bạc và Robin hủy đính hôn của 2 người (mặc dù tất cả những điều này là một trò mà Robin nghĩ ra). Khi đám cưới đến gần, Robin cảm thấy nghi ngờ về việc làm đám cưới với Barney và nó đã dẫn cô đến việc có một khoảnh khắc đầy cảm xúc với Ted. Điều này khiến Ted nhận ra rằng anh ấy không thể ở gần Barney và Robin sau khi họ đã làm đám cưới (nhất là khi Marshall và Lily cũng sẽ rời khỏi đây) và Ted đã quyết định rằng anh sẽ chuyển tới Chicago một ngày sau đám cưới.
Mùa 8 kết thúc trong hình ảnh tất cả mọi người hướng tới lễ cưới của Barney và Robin, trong khi mẹ của các con Ted (đóng bởi Cristin Milioti) được hé lộ khi cô mua một vé để đi Farhampton (nơi cô cuối cùng sẽ gặp mặt Ted) trong khi cô cầm ô màu vàng.

### Phần chín
Phần chín và cũng là phần cuối của loạt phim kể về 56 tiếng của tuần lễ diễn ra đám cưới của Robin và Barney.
Phần cuối cũng cho ta biết trước nhiều điều uẩn khúc của cả loạt phim và tương lai số phận của những nhân vật phụ:
Tên của hai đứa con Ted là Penny và Luke, Carl vẫn tiếp tục làm bartender tại quán McLarren's với con trai anh, Jeanette cuối cùng cũng bị bắt vì tính quậy phá của mình tuy không phải vào tù nhưng cô phải đi gặp bác sĩ tâm lý Kevin (bạn trai cũ Robin) và 2 người cuối cùng cũng đến với nhau, Rạnjit cuối cùng cũng kiếm được kha khá và tự mở 1 dịch vụ cho thuê Limo riêng và đứng ra làm chủ, Patrice làm host cho 1 chương trình phát thanh riêng của cô, William Zabka trở thành nhà thơ trẻ nhất nhận huân chương Văn học Mỹ, Zoey vẫn xuất hiện đều trên bản tin với những cuộc biểu tình tuy nhiên kết quả không phải khi nào cũng tốt, Scooter cuối cùng cũng lấy vợ là Jasmine cô nàng vũ công thoát y nhìn giống hệt Lily, Blitz mắc chứng nghiện cờ bạc nhưng anh vượt qua được sau 3 ngày thua liên miên, cuối cùng Ted cũng nhớ được tên của Blah Blah là Carol, Sandy River bị đuổi việc vì những hành vi quấy rồi của mình, ông chuyển sang dẫn chương trình ở Nga và vẫn không sửa được tật cũ, James và Tom làm hòa, họ nhận nuôi thêm 1 người con gái và gia đình họ rất hạnh phúc, Ted chính thức hẹn hò với "Người Mẹ" chỉ 3 ngày sau đám cưới của Robin và Barney.
Mùa thứ 9 kết thúc khi Ted gặp Tracy (người mẹ của các con Ted) tại đám cưới của Barney và nói bắt chuyện với cô lần đầu tại ga tàu Farhampton sau màn chia tay đầy lưu luyến với nhóm bạn. Sau đêm đó, anh quyết định không dời tới Chicago nữa và ở lại New York. Họ lên kế hoạch đám cưới vào năm 2015 nhưng phải hủy vì Tracy có thai Penny. Tháng 5 2016, Barney và Robin thông báo với nhóm bạn họ li dị vì công việc của Robin khiến cô phải di chuyển liên tục trên thế giới và nó ảnh hưởng quá nhiều tới cuộc sống của cả hai, nhưng họ đều hứa sẽ luôn có mặt bên nhau ở những giây phút quan trọng. Cũng trong đêm đó, Barney phát hiện ra Lily đang mang bầu lần thứ 3. Tháng 10 năm đó, Lily và Marshall quyết định dọn ra khỏi căn hộ đã gắn bó với họ suốt bao nhiêu năm ròng vì nó trở nên quá chật cho gia đình 5 người của họ. Đêm hôm đó, Robin rời khỏi nhóm. Năm 2018, cuối cùng Marshall cũng được nhận làm thẩm phán của khu Queen. Năm 2019, trong 1 lần cố gắng đạt được "1 tháng hoàn hảo" với phiên bản thứ hai của PlayBook, Barney nhận được tin tình 1 đêm của mình có thai. Năm 2020, Ted gặp lại Robin sau một thời gian rất dài trong 1 lần dắt Penny đi chơi, cũng trong năm đó, Barney gặp được tình yêu đích thực của mình, người có khả năng khiến anh thay đổi hoàn toàn 180 độ, người đó chính con gái của anh, Ellie. Sau đó, Ted cầu hôn Tracy lần thứ 2 và cuối cùng họ chính thức kết hôn sau 5 năm đính hôn với 2 đứa con. Robin quay trở về với nhóm bạn để dự đám cưới Ted. Marshall được thăng chức. Sau đó vài năm Tracy bị bệnh nặng và qua đời vào năm 2024. Penny và Luke (2 đứa con của Ted) đều động viên anh tiến tới với Robin. Một lần nữa trong đời, Ted đi ăn trộm chiếc kèn màu xanh dương và đứng dưới cửa sổ nhà Robin.

## Những sản phẩm liên quan

### Các ấn bản sách
- The Bro Code được Barney nhắc đến nhiều lần trong suốt cả loạt phim, là một loạt những luật được viết cho các "anh em" tuân theo, được xuất bản theo nhiều định dạng như cuốn tiểu thuyết ăn theo loạt phim, sách nghe[46], ứng dụng cho dòng điện thoại iPhone và dòng điện thoại Android. Barney khẳng định nó được viết bởi Barnabus Stinson, một người sống cùng thời với George Washington và Benjamin Franklin. Nhiều điều luật trích ra từ quyển sách này đồng thời cũng xuất hiện trong phần ghi tên cuối phim, tương tự như những gì Chuck Lorre làm để kết thúc nhiều tập trong những chương trình của ông như, Dharma and Greg, The Big Bang Theory, Two and a Half Men, và Mike and Molly.
- Bro on the Go, ấn phẩm ra mắt kèm theo quyển The Bro Code, ra mắt năm 2009.[47]
- Bro Code for Parents: What to Expect When You're Awesome, ra mắt năm 2012.[48]
- The Playbook, dựa trên tập phim cùng tên trong phần 5, bởi Barney Stinson và Matt Kuhn.[49]
- How I Met Your Mother and Philosophy, ra mắt năm 2013.[50]

### Nhạc phim
- Một album nhạc phim mang tên How I Met Your Music: Original Songs from the Hit Series được ra mắt trên Cửa hàng iTunes vào ngày 24 tháng 9 năm 2012.[51]

### Bộ phim phụHow I Met Your Dad
Vào ngày 15 tháng 11 năm 2003, đài CBS và ban sản xuất bộ phim từ hãng 20th Century Fox Television thông báo tham gia sản xuất How I Met Your Dad, một bộ phim biến thể từ bản gốc với nhân vật chính là nữ được điều hành bởi Bays, Thomas và Emily Spivey. Bộ phim mới này có khung cảnh ở một quán bar khác hoàn toàn, hiện vẫn chưa có tên cho quán bar này và không theo cốt truyện của phần gốc. Dàn diễn viên của phim ban đầu hiện được tiết lộ là Greta Gerwig, Drew Tarver, Nicholas D'Agosto và Andrew Santino. Ngày 23 tháng 4 năm 2014, Meg Ryan xác nhận tham gia lồng tiếng cho nhân vật Sally Tương lai.
Ngày 14 tháng 5 năm 2014, CBS không chọn sản xuất bộ phim phụ này nữa khi những nhà sáng lập phim, Craig Thomas và Carter Bays, từ chối ghi hình lại tập đầu mà không đảm bảo về toàn bộ phần phim. Nina Tassler, chủ tịch mảng giải trí của đài CBS khẳng định, "có nhiều yếu tố trong tập đầu không có hiệu quả".
Gần như ngay lập tức, bộ phim phụ này được đồn đoán mua lại từ một đài khác. Các nhà đài Netflix, FOX và NBC được xem là những cái tên có thể cứu vớt bộ phim này.
Sau cùng, đến ngày 11 tháng 4 năm 2014, có thông báo về các điều kiện trên hợp đồng hết hạn. Nhà đồng sáng lập loạt phim gốc Carter Bays chối bố bất cứ tin đồn nào về việc ghi hình lại tập đầu tiên của phần phim phụ này và chính thức xác nhận trên tài khoản Twitter rằng dự án phim này bị hủy. Dù vậy, 6 ngày sau, Nina Tassler nói rằng CBS "mong muốn có thêm một cơ hội để ghi hình lại" tập đầu tiên.

## Tỉ suất người xem theo Nielsen

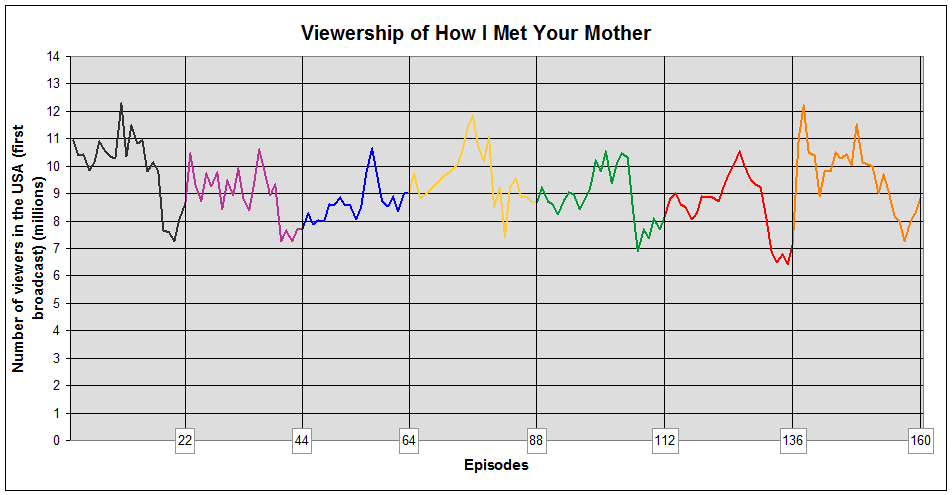
Lượng người xem được thể hiện trên biểu đồ đường đơn

Tập phim có lượng người xem cao nhất loạt phim là tập cuối, Last Forever, với 13.13 triệu người xem. Trước đó, nắm giữ kỉ lục này là tập ở phần 1, "The Pineapple Incident", với 12.3 triệu lượt người xem. Tập có lượng người xem thấp nhất là tập trong phần 6, "Landmarks", được xem bởi 6.4 triệu lượt, chỉ chiếm xấp xỉ 52% của tập có lượng người xem cao nhất.
Phần 9 là phần có tỉ suất cao nhất loạt phim, trải dài trong độ tuổi 18-49, đạt tổng tỉ suất là 4.5 tăng từ lượng tỉ suất 4.1 từ phần 7.
| Phần | Khung giờ (ET)                                                         | Ngày phát tập đầu   | Ngày phát tập cuối  | Thời gian phát sóng | Xếp hạng | Lượng người xem trung bình (theo triệu người) |
| ---- | ---------------------------------------------------------------------- | ------------------- | ------------------- | ------------------- | -------- | --------------------------------------------- |
| 1    | 8:30 tối thứ Hai.                                                      | 19 tháng 9 năm 2005 | 15 tháng 5 năm 2006 | 2005–2006           | 54       | 9,47                                          |
| 2    | 8:30 tối thứ Hai (từ tập 1-tập 3) 8:00 tối thứ Hai (từ tập 4-tập 22)   | 18 tháng 9 năm 2006 | 14 tháng 5 năm 2007 | 2006–2007           | 61       | 8,94                                          |
| 3    | 8:00 tối thứ Hai (từ tập 1-tập 11) 8:30 tối thứ Hai (từ tập 12-tập 30) | 24 tháng 9 năm 2007 | 19 tháng 5 năm 2008 | 2007–2008           | 70       | 8,21                                          |
| 4    | 8:30 tối thứ Hai                                                       | 22 tháng 9 năm 2008 | 18 tháng 5 năm 2009 | 2008–2009           | 49       | 9,42                                          |
| 5    | 8:00 tối thứ Hai                                                       | 21 tháng 9 năm 2009 | 24 tháng 5 năm 2010 | 2009–2010           | 42       | 8,60                                          |
| 6    | 8:00 tối thứ Hai                                                       | 20 tháng 9 năm 2010 | 16 tháng 5 năm 2011 | 2010–2011           | 48       | 8,79                                          |
| 7    | 8:00 tối thứ Hai                                                       | 19 tháng 9 năm 2011 | 14 tháng 5 năm 2012 | 2011–2012           | 45       | 9,67                                          |
| 8    | 8:00 tối thứ Hai                                                       | 24 tháng 9 năm 2012 | 13 tháng 5 năm 2013 | 2012–2013           | 42       | 9,02                                          |
| 9    | 8:00 tối thứ Hai                                                       | 23 tháng 9 năm 2013 | 31 tháng 3 năm 2014 | 2013–2014           | 28       | 10,51                                         |

## Các giải thưởng và đề cử
Loạt phim được đề cử đến 28 lần tại giải thưởng truyền hình Emmy và giành chiến thắng 9 giải. Vào năm 2010, Alyson Hannigan giành chiến thắng tại giải People's Choice Award cho hạng mục "Nữ diễn viên phim hài truyền hình được yêu thích nhất". Năm 2012, tức 7 năm sau ngày công chiếu, loạt phim thắng thêm 2 giải People's Choice Award nữa tại hạng mục "Loạt phim hài được yêu thích nhất trên hệ thống truyền hình" và giải "Nam diễn viên phim hài truyền hình được yêu thích nhất" dành cho Neil Patrick Harris.

## Các DVD đã phát hành
| Bao gồm: - đoạn phim chú thích cho 6 tập phim - một đoạn phim niên giám - 2 video ca nhạc ("First Round" và "Last Call") - cảnh quay hỏng Tập phim đã được cắt lại thành định dạng khung hình 1:3 |

| Bao gồm: - đoạn phim chú thích cho 7 tập phim - How We Make Your Mother - 2 video ca nhạc ("Let's Go To The Mall" và "Hey Beautiful") - 3 cảnh "How It Really Happened" - cảnh quay hỏng - 1 quả trứng Phục Sinh. |

| Bao gồm: - đoạn phim chú thích cho 7 tập phim - một đoạn phim hồi tưởng quá khứ - video tuần trăng mặt của Lily & Marshall - điều tâm đắc của dàn diễn viên - phía sau hậu trường của "We're Not From Here" - 6 cảnh từ "How It Really Happened" - 2 video ca nhạc ("You Just Got Slapped" và "Sandcastles in the Sand") - bài nhạc "Ted Mosby Is A Jerk" - cảnh quay hỏng |

| Bao gồm: - đoạn phim chú thích cho 4 tập phim - A Night With Your Mother: Academy of Television Arts & Sciences Panel Discussion - tóm tắt toàn phần phim - Eriksen's Fight Club - video ca nhạc ("That Guy's Awesome") - cảnh quay hỏng Có ở định dạng Blu-Ray. |

| Bao gồm: - cảnh quay hỏng - video ca nhạc cho "Super Date", "Nothing Suits Me Like a Suit", và "Best Night Ever" - 2 cảnh phía sau hậu trường - quá trình thực hiện "Super Date" - phía sau hậu trường tập thứ 100 - phiên bản bổ sung choTrailer giới thiệu "Wedding Bride" - tóm tắt toàn phần bằng âm nhạc. |

| Bao gồm: - cảnh quay hỏng - quá trình thực hiện "Subway Wars" - phía sau hậu trường tập "Glitter" - đoạn phim chú thích cho 3 tập phim - màn trình diễn bổ sung của "Stand By Me" - tóm tắt toàn phần. |

| Bao gồm: - cảnh quay hỏng - 2 cảnh hậu trường - những cảnh bị cắt - âm thanh chú thích trong 3 tập phim - đoạn phim Neil Patrick Harris nhận được ngôi sao trên Đại lộ Danh Vọng. |

| Bao gồm: - những cảnh bị cắt - âm thanh chú thích trong tập "Farmhampton" và "The Final Page" - video ca nhạc cho "PS I Love You" - quá trình thực hiện "PS I Love You" - Where We Make Your Mother: Set Tour - cảnh quay hỏng. |

| Bao gồm: - những cảnh bị cắt - âm thanh chú thích trong tập "The Locket" - âm thanh chú thích trong tập "The Rehearsal Dinner" - âm thanh chú thích trong tập "How Your Mother Met Me" - kết thúc khác của tập Last Forever - How It All Ends - phần tuyển vai của Cristin Millioti - phía sau hậu trường tập "Gary Blauman" - cảnh quay hỏng. |

| Bao gồm: - Trọn bộ 28 đĩa phim của toàn bộ 9 phần, kèm theo những cảnh chưa được tiết lộ. - All Out of Spoilers: Looking Back at Your Mother - A Retrospective - buổi đọc kịch bản tập cuối cùng toàn bộ dàn diễn viên - Tiết lộ bí mật về Sự cố Quả dứa - Gặp mặt The Mother - How I Met Your Mother tại Comic-Con 2013 - The Mosby Kids: 8 Years on the Couch - How We Filmed the Kids - Plus All the Special Features from Every Previous Season |

Tính đến  ngày 20 tháng 3 năm 2014, phần 1 đến phần 8 đã có mặt tại Netflix ở Mỹ và Canada, trong khi từ phần 1 tới phần 7 đã có mặt ở Mexico.